# 約翰·邁克菲
約翰·戴維·邁克菲（1945年9月18日—2021年6月23日），英裔美國程式設計師、商人和政治家。1987年创办迈克菲公司，经营至1994年从公司离职。曾参选2016年美國總統選舉自由意志黨的總統提名，但最後敗給前新墨西哥州州長加里·約翰遜。

## 生平
約翰·邁克菲是第一個商業化防毒軟體邁克菲的開發者，經營多年後賣給英特尔並冠上其品牌名稱。在其投資遭受2007年的全球金融危機前，最頂峰時他的財產價值多過1億美元。
离开迈克菲公司后，他创立了Tribal Voice（制作PowWow聊天软件）、QuorumEx和Future Tense Central等公司，并曾在Everykey、MGT Capital Investments、Luxcore等公司担任领导职务。其个人和商业取向包括智能手机应用、加密货币、瑜伽和天然抗细菌药。曾在伯利茲居住多年，但經過和伯利茲及危地馬拉政府當局的糾紛後，他在2013年回到美國俄勒岡州波特蘭。
2020年10月6日，約翰·邁克菲因逃税罪名在西班牙巴塞隆納入境時被捕。2021年6月23日，西班牙法院裁定將麦卡菲引渡回美國受審，在裁定後的數小時，他被發現死在獄中，享壽75歲。

## 紀錄片
2022年Netflix推出紀錄片《防毒軟體之父邁克菲：心魔、逃亡與瘋狂人生》，片中融合深入內情的原始影片，以及與在逃科技先驅約翰·麥克菲的訪談，揭露他在亡命天涯那幾年不為人知的經歷。

## 外部連結
- 約翰·邁克菲官方網站 （页面存档备份，存于）
- 約翰·邁克菲總統競選網站
- 約翰·邁克菲的Facebook專頁
- YouTube上的John McAfee頻道
- @officialmcafee的X（前Twitter）
- Bio （页面存档备份，存于） on NNDB
- "Zone Labs To Get Funding, New Board Member", InformationWeek，2000年10月2日
- "It's Official: Network Associates Becomes McAfee" （页面存档备份，存于）, PC World，2004年7月1日
- "John McAfee's Last Stand" （页面存档备份，存于）, Wired，2012年12月24日
- "Dancing with a Madman", Psychology Today（英语：Psychology Today），2013年5月7日
- "John McAfee: Addict, coder, runaway" （页面存档备份，存于）, 利奧·科萊昂（Leo Kelion），BBC News，2013年10月11日